# The First Cut Is the Deepest
"The First Cut Is the Deepest" é uma canção escrita e interpretada por Cat Stevens, que apareceu originalmente em seu álbum New Masters em 1967. Tem tido amplamente muitos covers e se tornou um hit por quatro artistas diferentes: PP Arnold (1967), Keith Hampshire (1973), Rod Stewart (1977) e Sheryl Crow (2003).

## Versão Original de Cat Stevens
A canção diz respeito alguém apreensivo sobre como inserir um novo relacionamento romântico, porque eles ainda estão sofrendo de serem feridos por seu primeiro amor. Se ouvir atentamente, o refrão poderia parecer sobre o suicídio:
"The first cut is the deepest, Baby I know —
The first cut is the deepest
Cause when it comes to being lucky, she's cursed
When it comes to lovin' me, she's worst
But when it comes to being loved, she's first
That's how I know
The first cut is the deepest."
No entanto, a canção continua:
"I still want you by my side
Just to help me dry the tears that I've cried
And I'm sure gonna give you a try… just remember
The first cut is the deepest".

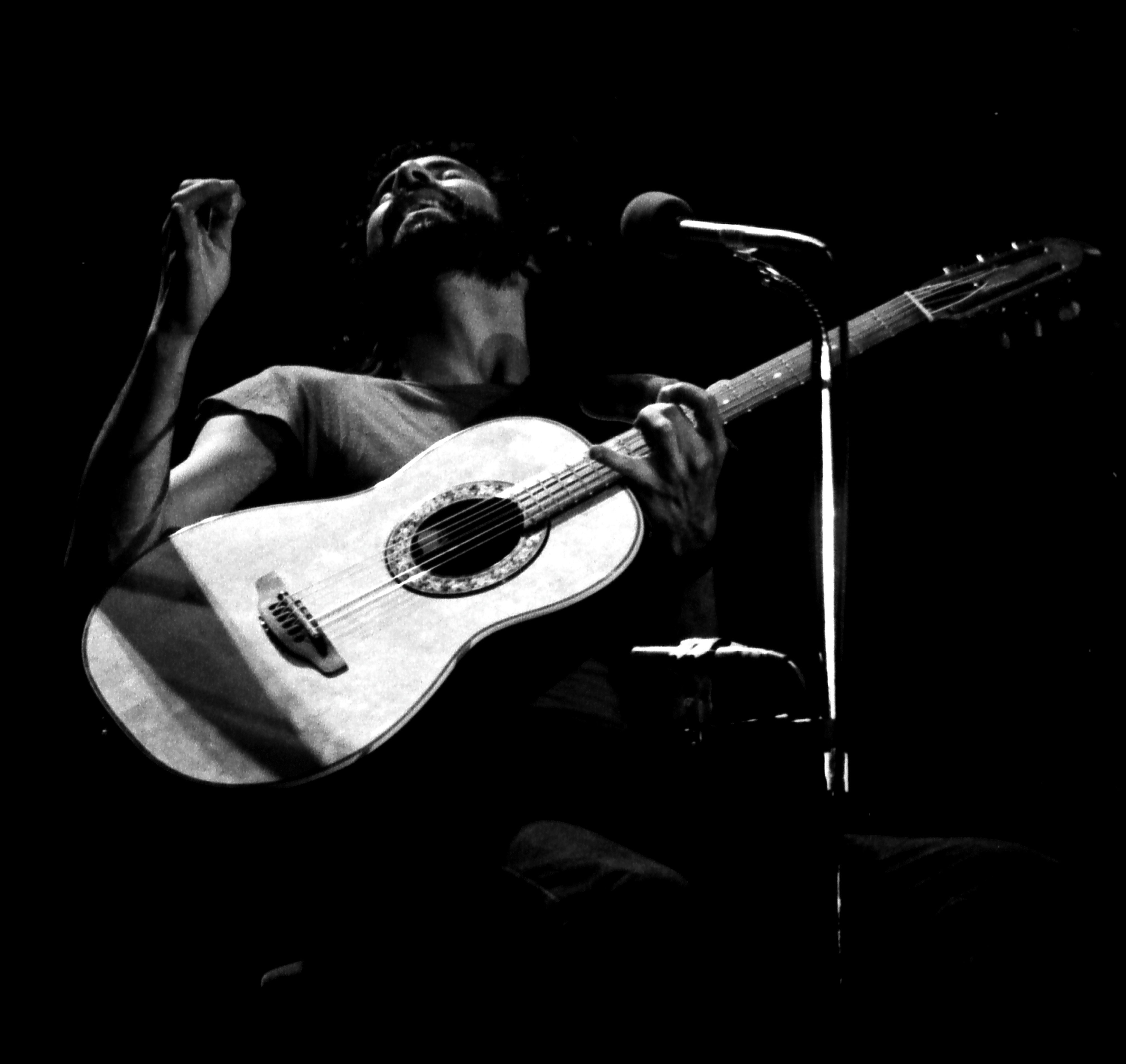
Cat Stevens escreveu a canção.

Enquanto as gravações de Stevens, Arnold e Hampshire deixaram o refrão intacto, Stewart e Crow omitiram as duas últimas linhas, uma omissão que poderia dar ao ouvinte um sentido diferente da canção.
Stevens fez uma gravação demo de "The First Cut Is the Deepest" em uma data anterior, mas originalmente esperou para se tornar um compositor. Stevens escreveu a canção anterior para promover suas músicas para outros artistas, mas não gravá-la como seu próprio trabalho, até o início de Outubro de 1967, e não apareceu até o seu segundo álbum, New Masters, que foi lançado em Dezembro de 1967. Ele vendeu a canção por £30 para PP Arnold tornando-se um enorme sucesso para ela, e um sucesso internacional por Keith Hampshire, Rod Stewart e Sheryl Crow. A canção já ganhou prémios pela composição de Stevens, incluindo dois anos consecutivos na ASCAP Awards para Compositor do Ano" em 2005 e 2006.

## Versão de PP Arnold
A cantora Afro-americana PP Arnold teve o seu primeiro sucesso com a música, atingindo o #18 no UK Singles Chart, com o seu cover em Maio de 1967, bem à frente da música que aparece no álbum de Stevens.
O notável cineasta britânico Peter Whitehead Lorrimer fez um primordial vídeo musical para a canção, sem canto de Arnold em uma praia Britânica ao lado de The Small Faces. Stevens nunca lançou sua gravação original como um single, porque ele sentiu que a versão Arnold era definitiva.

## Versão de Keith Hampshire
O cantor Canadense Keith Hampshire teve um hit número um no Canadá em Maio de 1973 com a sua gravação da música. 

## Versão de Rod Stewart
A versão mais popular da música no Reino Unido tem sido a de Rod Stewart, que foi gravada em Muscle Shoals Sound Studio em Muscle Shoals, Alabama e apareceu em seu álbum de 1976 A Night on the Town (Uma Noite na Cidade). Foi lançada como um duplo lado A com "I Don't Wanna Talk About It". Como tal, foi um enorme sucesso, e passou quatro semanas em número um no UK Singles Chart em Maio de 1977, e também alcançou o #21 na Billboard Hot 100 nos Estados Unidos.

### Vídeo Musical
Um vídeo musical da música foi feito para esta gravação, com Stewart dublando a música enquanto passeava em um jardim formal com uma elaborada fonte. A música também é destaque na Greatest Hits de Rod Stewart.

### Desempenho nas Paradas
| Parada            | Melhor Posição |
| ----------------- | -------------- |
| UK Singles Chart  | 1 (4x)         |
| Billboard Hot 100 | 21             |

## Versão de Sheryl Crow
Sheryl Crow versão foi o primeiro dos dois singles lançados para promover o seu 2003 The Very Best of Sheryl Crow álbum de compilação. Tornou-se uma das maiores hits de rádio de Crow, permanecendo 36 semanas na Billboard Hot 100. Foi também o primeiro do país de Crow que estava no Top hit 40, seguindo o sucesso de seu dueto batida com Kid Rock , "Picture". A canção ficou no topo das paradas nos Estados Unidos e se tornou um vendedor de platina, alcançando o #14 na Billboard Hot 100 singles chart. Também foi apresentado durante um episódio de CW "One Tree Hill", no qual ela também estrelou.

### Vídeo Musical
O vídeo da música "The First Cut Is the Deepest", dirigido por Wayne Isham, apresenta Crow em uma rocha deserta cantando com sua guitarra, a andar a cavalo e a interagir em um ambiente cowboy. O single de Crow foi nomeado para Melhor Desempenho Vocal Feminino Pop no Grammy Awards, perdendo para "Sunrise" de Norah Jones.

### Desempenho nas paradas
| Parada (2003-2004)                           | Melhor Posição |
| -------------------------------------------- | -------------- |
| Australian ARIA Charts                       | 50             |
| Austrian Singles Chart                       | 31             |
| Irish Singles Chart                          | 13             |
| Nova Zelândia New Zealand RIANZ Charts       | 19             |
| Portugal                                     | 10             |
| UK Singles Chart                             | 37             |
| U.S. Billboard Hot 100                       | 14             |
| U.S. Billboard Hot Adult Contemporary Tracks | 1              |
| U.S. Billboard Hot Country Songs             | 35             |
| Desempenho de Fim-De-Ano                     |                |
| Desempenho (2008)                            | Melhor Posição |
| Billboard Hot 100                            | 28             |

## Outras versões
Além das entregas já mencionado, a canção foi gravada ou executada por muitos outros artistas, incluindo:
- Bonfire no álbum Rebel Soul
- The Bluebeats
- D-Faction
- Sandra Cross
- Papa Dee
- Norma Fraser
- A Orquestra Tesca Gary
- Stein Ingebrigtsen Stein Ingebrigtsen]
- A Orquestra Instrumental
- The Koobas
- Scott Laurent
- Everything but the Girl
- Love Affair
- Bad Manners no álbum Fat Sound
- Michie Mee
- Dawn Penn
- Sattalites
- Martin Simpson
- Sweet Doce
- ViVO!
- Joy White
- Haddaway
- Carpathian Forest
- Ace Young e Chris Daughtry entoaram a canção no American Idol
- Little Angels
- Leona Lewis cantou a música na terceira série do Reino Unido The X Factor
- Juliana Hansen apresentou a canção no episódio 4 do reality show Grease: You're The One That I Want
- Duffy cantou a música no programa do Hootenanny Reino Unido mostram
- Niamh Perry cantou a música ao vivo no primeiro episódio da série britânica I'd Do Anything
- Linda Ronstadt, cantou a música ao vivo no In Concert da ABC em um show estrelado por Cat Stevens. Realizado em 9 de novembro de 1973, com a rede a nomear o evento de "O Concerto Da Lua e das Estrelas" . O clipe está amplamente disponível no YouTube. Sua versão da letra muda um pouco, para "Cause when it comes to being lucky, I'm worst, When it comes to lovin' me, he's worst".